# Sproetige kathaai
De sproetige kathaai (Scyliorhinus haeckelii) is een vissensoort uit de familie van de kathaaien (Scyliorhinidae). De wetenschappelijke naam van de soort is voor het eerst geldig gepubliceerd in 1907 door Miranda Ribeiro.